# Elisabeth Terland
Elisabeth Terland (Noruega; 28 de junio de 2001) es una futbolista noruega. Juega como delantera en el Brighton & Hove Albion de la FA Women's Super League de Inglaterra. Es internacional con la selección de Noruega.

## Trayectoria
Terland comenzó su carrera en el Nærbø IL antes de unirse al Bryne a la edad de 13 años. En Bryne jugó en el equipo masculino, disputando algunos partidos en el femenino, que jugaba en la cuarta división. Antes de cumplir los 16 años, ya era considerada uno de los mayores talentos del país a su edad.

### Klepp (2017-2020)
En diciembre de 2016 se oficializó su fichaje por el Klepp. Para entonces ya había entrenado con el club durante toda la temporada anterior. A los 15 años, el 17 de abril de 2017, debutó en la Toppserien, máxima categoría de Noruega, haciendo de titular en el partido inaugural de la temporada y contra las defensoras del título LSK Kvinner. Su actuación al año siguiente fue clave para que el Klepp consiguiera el subcampeonato, mejor posición que obtuvo el equipo en la primera división hasta ese momento.
En abril de 2019, Terland sufrió una lesión por uso excesivo. En ese momento jugaba en el equipo mayor y sub-19 del Klepp, además de en la selección sub-19 de su país. Su primer partido en la Toppserien tras la lesión fue el 15 de septiembre de 2019.
A pesar de su ausencia de las canchas por la lesión, fue nombrada el mayor talento femenino del fútbol noruego en 2019 en el periódico noruego Aftenposten.

### Sandviken/Brann (2021-)
En noviembre de 2020, el Sandviken anunció el fichaje de la delantera junto a su compañera en el Klepp, Tuva Hansen. Su equipo se llevó la Toppserien en 2021.
En enero de 2022, la UEFA publicó una lista de más de 10 futbolistas a tener en cuenta en 2022, entre ellas figuraba la noruega.

## Selección nacional
Terland debutó con la selección mayor de Noruega el 8 de abril de 2021, sustituyendo a Amalie Eikeland en un encuentro contra Bélgica.

## Estadísticas

### Clubes
| Club                   | País       | Año             |
| ---------------------- | ---------- | --------------- |
| Bryne FK               | Noruega    | 2016            |
| Klepp IL               | Noruega    | 2017 - 2020     |
| SK Brann               | Noruega    | 2021 - 2022     |
| Brighton & Hove Albion | Inglaterra | 2022 - presente |